# Ballston-MU (stanice metra ve Washingtonu)
Ballston-MU je stanice Washingtonského metra.
Stanice se nachází na oranžové lince, v západní části sítě. Svůj název má podle předměstí metropole – Ballstonu, které se nachází ve státě Virginie. Koncovka -MU byla k názvu přidána v roce 1997 a je to zkratka místní univerzity (Marymount University). Právě zprovoznění metra kdysi skomírajícímu předměstí pomohlo k jeho dnešnímu rozvoji. Ballston-MU je v provozu už od 1. prosince 1979. Stanice je podzemní, jednolodní s bočními nástupišti.